# Красник
Кра́сник (пол. Kraśnik) — город в Польше, входит в Люблинское воеводство, Красницкий повят. Имеет статус городской гмины. Занимает площадь 25,28 км². Население — 36 256 человек (2004).

## Известные люди

### В городе родились
- Мазурок, Юрий Антонович (1931—2006) — оперный певец, народный артист СССР (1976)

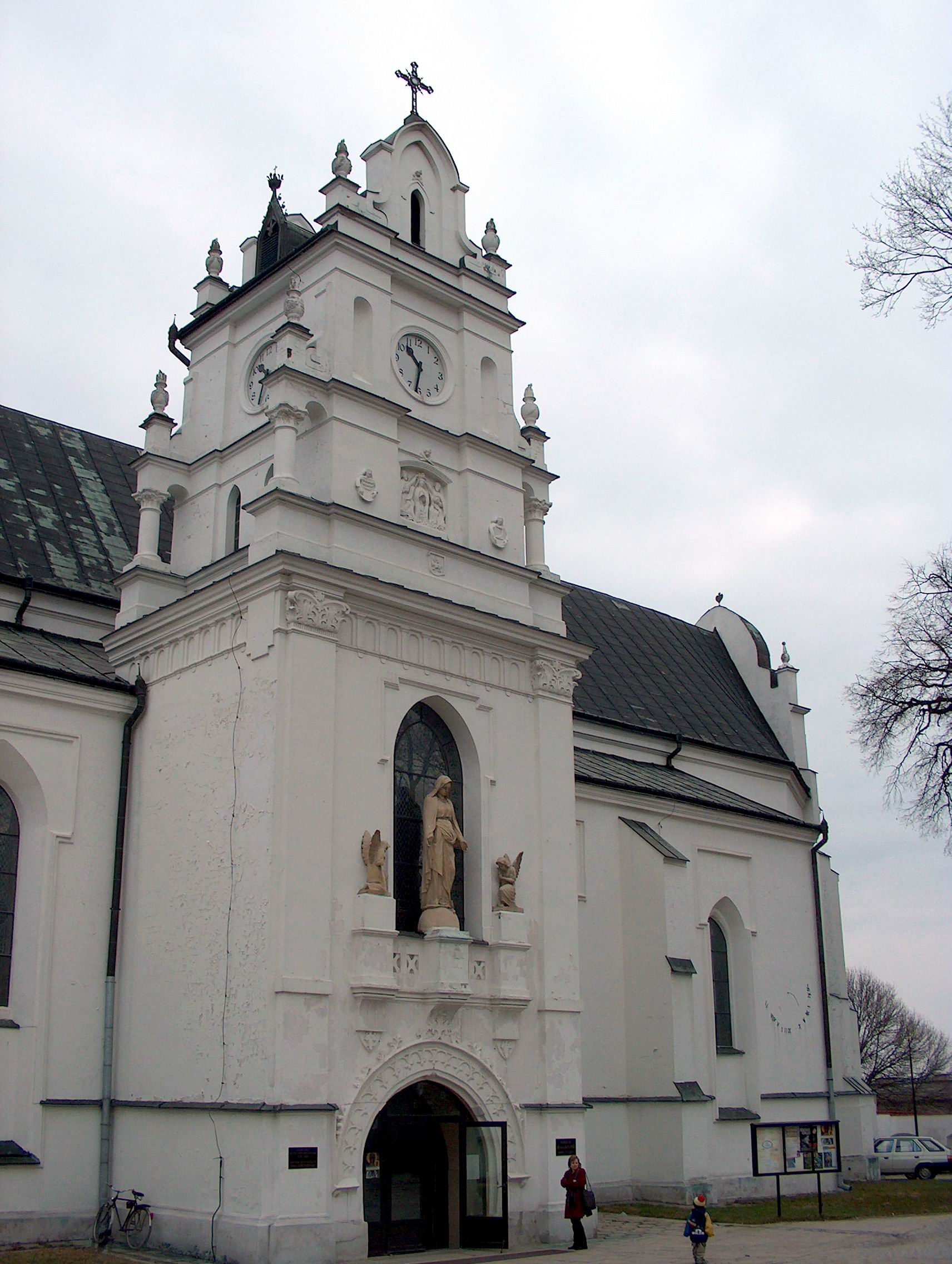
Костёл